# لسلی مک‌نیر
لسلی مک‌نیر (انگلیسی: Lesley J. McNair; ۲۵ مهٔ ۱۸۸۳ – ۲۵ ژوئیهٔ ۱۹۴۴) یک افسر ارشد ارتش ایالات متحده بود که در جنگ جهانی اول و دوم حضور داشت. او در طول زندگی خود به درجه سپهبدی رسید. وی در طول جنگ جهانی دوم در حین نبرد کشته شد و پس از مرگ به درجه ژنرالی ارتقا یافت.
مک‌نیر، اهل مینه‌سوتا و فارغ‌التحصیل سال ۱۹۰۴ از آکادمی نظامی ایالات متحده، یک افسر توپخانه صحرایی با سابقه در بخش مهمات بود. او که در اشغال وراکروز و لشکرکشی پانچو ویلا سابقه داشت، در طول جنگ جهانی اول به عنوان دستیار رئیس ستاد برای آموزش در لشکر اول و سپس رئیس آموزش توپخانه در ستاد نیروهای اعزامی آمریکا خدمت کرد. عملکرد برجسته او منجر به ارتقاء او به سرتیپ موقت شد. در سن ۳۵ سالگی، او دومین افسر جوان ارتش بود.
تجربه بیش از ۳۰ ساله مک‌نیر در طراحی و آزمایش تجهیزات و سلاح‌ها، مهارت‌های مدیریتی و موفقیت او در زمینه‌های آموزش و تربیت نظامی منجر به انتصاب او در جنگ جهانی دوم به‌عنوان فرمانده نیروی زمینی ایالات متحده آمریکا شد. در این سمت، مک‌نیر به «معمار گمنام ارتش ایالات متحده» تبدیل شد و نقش رهبری در طراحی سازمانی، تجهیز و آموزش واحدهای ارتش در ایالات متحده قبل از عزیمت آنها به نبردهای خارج از کشور ایفا کرد. در حالی که مورخان همچنان در مورد برخی از تصمیمات و اقدامات مک‌نیر، از جمله سیستم جایگزینی انفرادی برای سربازان کشته و زخمی، همچنین جنجال بر سر استفاده از تانک‌ها به عنوان سلاح‌های ضد تانک، بحث می‌کنند، تمرکز او بر آموزش پیشرفته افسران، سیستم‌های تسلیحاتی نوآورانه، بهبود دکترین، آموزش رزمی واقع‌گرایانه و توسعه تاکتیک‌های تسلیحات ترکیبی، ارتش را قادر ساخت تا در میدان نبرد جنگ جهانی دوم، جایی که تحرک نیروهای مکانیزه جایگزین دفاع استاتیک جنگ جهانی اول به‌عنوان ملاحظه تاکتیکی اصلی شد، نوسازی و با موفقیت عمل کند.
او در حالی که در فرانسه به‌عنوان فرمانده گروه اول ارتش ایالات متحده، بخشی از عملیات فریب کوئیک‌سیلور که مکان‌های فرود واقعی برای حمله به نرماندی را پنهان می‌کرد، در حال فعالیت بود، بر اثر آتش خودی کشته شد. در جریان عملیات کبرا، یک بمب نیروی هوایی هشتم در نزدیکی سنت لو فرود آمد و ارتش تلاش کرد از بمب‌افکن‌های سنگین برای پشتیبانی هوایی نزدیک از عملیات پیاده‌نظام به عنوان بخشی از نبرد نرماندی استفاده کند.